# Mieken Wit-Kruijff
Mieken Wit-Kruijff, ook Elisabeth (Else) Kruijff en Mieken Kruijff, (Soest, 20 november 1935 - Heerenveen, 15 maart 1991) was een Nederlands beeldhouwster en keramiste. 
Mieken Wit-Kruijff is autodidact die haar kennis opdeed door bezoeken aan keramisten, musea en het lezen van vakliteratuur. Via omzwervingen over onder meer Rotterdam, Drenthe, Rottevalle en Lippenhuizen kwam ze uiteindelijk terecht in Oldeboorn. 
Natuurlijke vormen van planten en dieren vormden haar inspiratiebron. Liefst maakte ze dan ook tuinornamenten.
Samen met Arjaan Wit en Auke Zandstra vormde ze de keramistengroep en atelier de Trije Mûntsen.
- RKD-Nederlands Instituut voor Kunstgeschiedenis: 85107